# Eschau, Bas-Rhin

Eschau este o comună în departamentul Bas-Rhin, Franța. În 1 ianuarie 2022 avea o populație de 5.847 de locuitori.